# 柿谷曜一朗
柿谷 曜一朗（かきたに よういちろう、1990年1月3日 - ）は、大阪府大阪市出身の元プロサッカー選手。ポジションはフォワード、ミッドフィールダー。元日本代表。
妻はタレントの丸高愛実 。セレッソ大阪の4代目8番。史上初のJリーグ最優秀ゴール賞複数回受賞者（2013年、2021年）。
2025年5月1日、セカンドキャリアで新たな挑戦 企業=株式会社soeasyのアンバサダー就任「人材育成や組織作りに共感」、プレイングアンバサダーに就任したと発表した

## 経歴

### プロ入り前
4歳からセレッソ大阪の下部組織で育ち、スクールからプロまでセレッソ一筋。追手門学院大手前高等学校在学中の2006年、クラブ史上最年少の16歳でトップチームとプロ契約を結び、C大阪と業務提携しているウィザス高等学校（現 第一学院高等学校）に転校した。同年5月には短期海外研修として、アーセナルやインテル・ミラノのユースの練習に参加。

### セレッソ大阪（第1次）

#### U-17アジア選手権優勝・MVP、U-17ワールドカップで活躍
2006年9月に開催されたAFC U-17アジア選手権では唯一、プロ選手として大会に出場し、日本の13年振り2度目の優勝に貢献。決勝の北朝鮮戦では1ゴール1アシストの活躍で優勝に貢献した。自身も大会MVPに選出された。
11月26日のJ1第33節大宮アルディージャ戦で、Jリーグ初出場を果たす。
2007 FIFA U-17ワールドカップのナイジェリア戦で、出場時間900分に達し、プロA契約を締結。大会中、フランス戦およびハイチ戦にて得点を挙げた。フランス戦で見せたトラップからのロングシュートは同大会にて最も素晴らしいゴールと評された。その後、このゴールはFIFAの様々なイベントで使用された。

#### 希薄になってゆく存在感
セレッソの同期入団選手に香川真司がいたが、当時は香川よりも評価は高く、またワールドカップでの活躍によりすでに世界から注目を受けていた。J2第12節ザスパ草津戦で酒本憲幸のクロスから当時のJ2最年少得点記録（17歳3ヶ月25日）となる得点を決めたものの、レヴィー・クルピ監督に見出された香川がレギュラーとして活躍する一方、柿谷は21試合2得点と目立った成績は残せなかった。
プロ3年目の2008年、早稲田大学人間科学部eスクール（通信教育課程）に合格。背番号を「11」へ変更して臨んだシーズンだったが、横浜F・マリノスから途中加入した乾貴士の台頭もあり、終盤にはベンチ外となるなど、出場機会は減少。無得点のままシーズンを終えた。また、この年のAFC U-19選手権でもベスト8で敗退し、FIFA U-20ワールドカップへの出場権を逃してしまった。
2009年には素行に問題が出始めて練習への遅刻を繰り返すようになり、第3節栃木SC戦終了後、クルピ監督から名指しでプロ意識の欠如を指摘されたが、同時にクルピは香川と比較する形で「シンジとヨウイチロウ、非常に対照的なところがあり、シンジの場合はプロフェッショナルとして責任感が強いが故に、ミスを恐れてしまうところがある。逆にヨウイチロウは責任感がないが、故に、時として非常に勇気のあるプレーができる。好対照なふたりだが、お互いそういったところを変えていけば、間違いなく日本を代表する選手になると思う」と、期待を込めたメッセージを送った。
そんな中、香川・乾を代表活動と怪我で欠いて迎えた第20節ファジアーノ岡山戦、先発で起用された柿谷は0-0で迎えた終盤、同じく代役起用の濱田武からのアシストで2ゴールを決めて勝利に貢献する。ところが翌日の練習に『7回か8回目ぐらい』の遅刻を犯してしまう。昨日の活躍で大目に見てもらえるのではと内心期待していた柿谷に対し、フロントから「クルピは『もう来ないでほしい』『荷物をまとめて帰れ』と（言っている）」ことが伝えられた（マスコミ向けの発言でも「彼の行為はすべてのサポーターやクラブに対しての裏切りだ」と激怒している）。柿谷はこれに反抗することなく従い『挨拶もなしでそのまま』『次の日に（行きました、両クラブからの移籍リリースは遅刻騒動約1週間後の6月18日）』期限付き移籍で徳島ヴォルティスに加入。こうしてアカデミーから育ったチームを事実上追放されてしまった。

### 徳島ヴォルティス
徳島加入後は出場機会が増えた。当時のキャプテンであった倉貫一毅の高いプロ意識に感化された他、監督の美濃部直彦は厳しくも根気強く対話を繰り返した。また、2010年にはC大阪から濱田武が徳島に加入。再びチームメートとなった下部組織出身の先輩に日常生活のフォローを受け、柿谷の生活態度も改善が見られるようになる。
2011年はチームの副キャプテンに任命され、第1節ガイナーレ鳥取戦では、ベンチスタートの倉貫に代わってキャプテンマークを巻いて試合に臨み、決勝点を挙げた。その後もほとんどの試合でフル出場を続けたが、チームは4位に終わり、J1昇格は達成できなかった。
2012年1月6日、レンタル移籍期間満了により、C大阪への復帰が発表された。
翌年ヴォルティスがJ1昇格プレーオフ準決勝に進出した際には、西澤明訓と共に応援に駆けつけ、メインスタンドで観客と共に観戦していた。

### セレッソ大阪（第2次）

#### 中心選手へ
3年ぶりにC大阪復帰となった2012年シーズンは、開幕当初こそ控えに甘んじたものの、主に2トップの一角としてレギュラーに定着し、キム・ボギョンや清武弘嗣の移籍、ロンドン五輪U-23サッカー日本代表に選出された扇原貴宏、山口蛍の離脱の影響もあり低迷するチームの中でゴールを量産。第21節横浜FM戦の前には、トレードマークの長髪を切り落とし、頭を丸める気合を見せた。同年8月には、セルジオ・ソアレスに代わりC大阪の監督へ再々就任したクルピとの邂逅を果たし、クルピ監督復帰初戦となった第24節アルビレックス新潟戦では、決勝点を挙げた。試合後クルピは、かつて袂を分った教え子に対し「特別な思いがある。ゴールの瞬間、思いがよぎった。彼がプロ2年目のときに私が監督に就任した。かわいい息子だ。 それがゆえに、過ちを犯したときには正しい道に導いた。今日は一皮むけて成長したプレーをみせてくれた。 技術だけでなく、戦術面も理解してピッチで表現してくれた。再び彼と同じチームで働くチャンスがきてうれしく思う」と、惜しみない賞賛を送った。クルピ体制移行後は主にトップ下のポジションでプレー。チームは最終節まで残留争いに巻き込まれ、シーズン終盤は自身も左足かかとの故障に悩まされたが、リーグ戦30試合に出場しチームトップの11得点（カップ戦を含めると40試合17得点）を挙げ、Jリーグ優秀選手賞を受賞した。2012年には、クルピと、遠征先のホテルで通訳を交え3人で会話する機会を設け、かつての過ちを謝罪した。
この活躍によりドイツ1部・ニュルンベルクから移籍オファーを受け、本人曰く「98%くらい（ドイツへ）行く気やった」というが、シーズン終了後に森島寛晃の自宅に招かれ、直々に背番号「8」の継承を要請されたことに感激し、「迷わず、セレッソで8番をつける方を取った」と残留を決意。

#### 全国区の人気へ
4年越しの想いを実らせ、森島、香川、清武と受け継がれてきたC大阪のエースナンバーを身につけた2013年は、第1節新潟戦からフォワードとして起用され、自らの決勝点により、クラブ14年ぶりのJ1開幕戦勝利をもたらした。その後もハイペースで得点を重ね、5月にはJリーグ月間MVPを受賞。
7月、東アジアカップ2013に出場する日本代表に初選出された。同大会では決勝の韓国戦で決勝点を決め日本の初優勝に貢献した。また、得点王に輝いた。
リーグ戦では、全34試合に出場し、森島が保持していたクラブ日本人J1シーズン最多得点記録（18得点）を更新する21得点をマーク。Jリーグベストイレブンに選出されたほか、第33節鹿島アントラーズ戦前半38分の得点（右サイドからのクロスボールをコントロールした後、リフティングでディフェンダーをかわしてアウトサイドボレーでゴールへ蹴りこんだもの）が、同年新設された最優秀ゴール賞に選出された。
また、年賀はがきのテレビCMへ起用されるなど、その知名度はサッカーという枠を超えたものとなった。

##### 欧州強豪クラブからのオファーを断り残留
オフにはボルシア・ドルトムント、バイエル・レバークーゼン、フィオレンティーナといった欧州の強豪クラブのオファーを断りチームに残った。理由はチームに移籍金を残すため。。
2014年シーズンは、前年結果を出したにも関わらずレヴィー・クルピが退任、そして、現役ウルグアイ代表のディエゴ・フォルランがC大阪に加入した。これに関して柿谷は「2013年にアカデミー育ちや生え抜き選手で結果を出して、ずっとそうしていくものと思っていたのに」「世界的選手を獲って、誰がフォルランに合わせるかというチームになった。セレッソはそういう事をしないチームだと思っていた」と迷走し始めたチーム方針を振り返っている。フォルランの加入で各メディアからチームの躍進が期待されたが、期待通りの結果は出ず、柿谷も第11節の名古屋戦でシーズン初ゴールを決めるなど低調なスタートとなる。6月に行われたW杯日本代表に選出。そのW杯で経験した悔しさなどから海外移籍決意。

### FCバーゼル
2014年7月7日、フィオレンティーナ(イタリア)、ボルシアMG(ドイツ）からもオファーを受けていたが、欧州チャンピオンズリーグ(CL）に出場権のある。スイス・スーパーリーグのFCバーゼルへ完全移籍することが発表された。契約期間は2018年6月30日迄で、背番号は14番を着用することになった。
8月2日に行われた第3節FCトゥーン戦に出場し、スイス・スーパーリーグ公式戦デビューを飾った。8月9日の第4節FCチューリッヒでは後半から投入され、移籍後初得点を含む1得点1アシストの活躍を見せた。9月16日のUEFAチャンピオンズリーグ第1節レアル・マドリード戦で、途中出場してUEFAチャンピオンズリーグデビューを果たした。その後、なかなか出場機会を掴めずにいたが、2015年3月5日のスイス・カップ準々決勝FCミュンジンゲン戦で公式戦10戦ぶりに先発出場すると、3点を決めプロ初のハットトリックを達成。チームの6-1の勝利に貢献した。第35節のFCトゥーン戦で19試合ぶりに先発し、シーズン3点目を挙げた。
2015-16年シーズンは、開幕戦のFCファドゥーツ戦で右MFとして先発して今シーズン初得点をあげたが負傷。一ヶ月後に復帰するが以前と比べて大幅にパフォーマンスが落ち、国内カップ戦では出場した全試合スタメン出場するも得点を挙げる事が出来ずウルス・フィッシャー監督の構想外となる。その後は出場機会に恵まれずリーグ戦4試合1得点で2015年を終えた。

### セレッソ大阪（第3次）
2016年よりC大阪に完全移籍により加入した。なお、バーゼルとは昨夏から4年契約を結んでいたが、1年でのJ1昇格に失敗したC大阪側が復帰を要請した事と柿谷が出場機会を求めていた事でクラブ間交渉が成立したと思われる。背番号は移籍前につけていた「8」となる。3月6日、第2節の水戸ホーリーホック戦でキム・ジンヒョンのロングフィードから復帰後初得点を決めた。また、ホーム復帰戦となった第3節のザスパクサツ群馬戦ではヒールキックで得点を決めた。ゲームキャプテンとしてプレーしていた が、6月9日に行われた第17節のV・ファーレン長崎戦で右足関節じん帯を損傷し、長期離脱となってしまった。11月27日、プレーオフの京都サンガF.C.戦では先制点を決め、チームは1－1で引き分けたが年間順位が上位のため決勝に進出、決勝ではフル出場し、チームのJ1昇格に貢献した。
2017年シーズンは、リーグ戦全34試合に出場。ルヴァン杯では4試合に出場し、チームの初タイトルに貢献した。12月23日、天皇杯準決勝のヴィッセル神戸戦では延長戦で勝ち越しゴールを決めて決勝進出を果たすと、翌年1月1日に行われた天皇杯決勝戦の横浜FMでもスタメンで出場し、チームの優勝に貢献した。

#### 徐々に少なくなる出場機会
2018年シーズンは、開幕戦から得点を決めるなどシーズン前半だけで4ゴールを挙げた。しかし、7月に右内転筋を負傷した影響で戦列離脱を繰り返し、リーグ戦21試合4得点でシーズンを終えた。後のインタビューでこの年の11月頃には「しんどくなっていた」などと話した。(引退後の2025年に当時は鬱病であった事を明かしている。)
2019年シーズンは、開幕から8試合連続でスタメン出場するが、第9節の大分戦以降はベンチスタートが増える。6月9日にはトップチームではないJ3リーグで活動するC大阪U-23としてJ3の試合に出場するなど厳しい立場が続いたが、9月1日に行われた第25節の川崎戦以降はスタメンに復帰し、第29節の札幌戦では得点を決め、その得点が10月のJ1リーグ月間ベストゴールに選出された。11月30日、藤本康太の現役ラストマッチとなった第33節清水エスパルス戦では、１点ビハインドで迎えたハーフタイムに藤本に対して「大丈夫、俺に任せておけ」と言い、その言葉通り後半79分にバイシクルシュートでゴールを決めて逆転勝ちに貢献した。またこれに対して藤本は「そのあたりはさすがだなとあいつが点を取ったときに泣いたから最後のスピーチのときは涙が残っていなかった。本当に嬉しかった」などとコメントした。
2020年シーズン、第25節ヴィッセル神戸戦では前半33分に味方がレッドカードで退場したためシステムが4-2-2-2から5-3-1に変更された事でサイドハーフからワントップで起用された。相手のパスコースを最初に限定する役割を担い続けながら、後半62分にヘディングシュートで決勝点を決めて勝利に貢献した。
ロティーナ監督のトータル・ゾーン戦術に適応をみせ、高いボールコントロール力と瞬発力で緩急をつけたドリブルに加えて、守備でも貢献したが、リーグ戦24試合出場1得点（先発出場は6試合）でリーグ後半戦ではベンチ外になる事が増え、立場は変わらなかった。シーズン終了後には契約延長のオファーを受けるも、2年連続でオファーを受けた名古屋への移籍を決意した。

### 名古屋グランパス

#### 中心選手として活躍
2021年シーズンより、名古屋グランパスへ完全移籍。4月11日、第9節の大分トリニータ戦で移籍後初ゴールを決めた。トップ下で起用され、シーズンを通して攻守に渡る戦術眼・試合観・ハードワークで絶大な存在感を発揮し、清武弘嗣からは「もう名古屋と言えば曜一朗のチームだと、僕は思っています。曜一朗が常に起点になっているので、名古屋に勝つには、そこに仕事をさせないことが一番。」とコメントされた。ルヴァンカップ決勝・セレッソ大阪戦で先発出場、チームの先制点をアシストするなどクラブ史上初のリーグカップタイトルに貢献した。11月27日、第37節セレッソ大阪戦では、足元にこぼれたボールを、右足つま先で浮かせ、オーバーヘッドシュートで先制点を決めた。セレッソ大阪の小菊昭雄監督は、対戦相手だったが「試合の中で怖い選手であり続けました。ゴールシーンは彼の技術やセンス、すべてが表現されたスーパーゴールでした。」と賛辞を贈った。このゴールは年間最優秀ゴール賞に選ばれ史上初の2度目の同賞受賞者となった。またこの試合はセレッソ大阪の先輩であり、現役引退を表明していた大久保嘉人も先発出場しており、「僕に嘉人さんが乗り移ったようなゴールだったと思う。僕が憧れた選手であり、その想いをこのピッチで表現できた。本当に素晴らしいピッチ、素晴らしいスタジアムでゴールできたことはうれしい。僕自身、小さい頃に大久保選手の素晴らしいゴールを見てきた結果、そういう選手になれた。少しでも子どもたちの記憶に残れたらいいと思う。」などと話している。名古屋グランパス加入以降、SNSを含めて周りの評価を一切、シャットアウトしている。「とにかく今はマッシモ（監督）に信頼してもらうべく、走り切れる選手になることを意識してやってます」と話した。
2022年、マッシモ・フィッカデンティ監督が退任、自身は怪我で長期離脱。

### 徳島ヴォルティス（第2次）
2023年1月6日、J2の徳島ヴォルティスに完全移籍で加入することが発表された。12シーズンぶりの復帰となる。
2024年11月9日、来シーズンの構想外となり契約満了が発表された。 「自分はヴォルティスで身体が動かなくなるまでサッカーがしたかったのですが叶いませんでした。」とコメントをした。

### 引退
2025年1月18日、現役引退を発表。1月23日、セレッソ大阪の本拠地ヨドコウ桜スタジアムで引退会見を開き、今後はタレント活動をメインとすることを表明した。

### 日本代表
東アジアカップ2013にてザッケローニ監督率いる日本代表に初招集されると、その第1戦中国戦で代表戦初出場を果たし、1得点1アシストを記録した。
第3戦韓国戦では2得点の活躍で、日本代表の東アジアカップ初優勝に貢献し、自身も大会得点王を獲得した。
この活躍が評価され、以降代表に定着。新エースとして期待されスタメンで起用され続けた。
W杯ブラジル大会の日本代表メンバーに選出された ものの、スタメンを外れ途中出場2試合の僅かなプレー時間に留まった。
W杯後、ハビエル・アギーレ体制下でも招集され試合出場も果たしたが、ポジションは慣れない左ウイングで結果が出せず、監督がヴァヒド・ハリルホジッチに変わってからもバックアップメンバーに選出される事はあったが招集される事はなかった。

## プレースタイル
- 小学生時代、当時はまだSNSやYouTubeもなく、情報量が少ない時代であり、柿谷は「イメージして、練習メニューを自分で考えていった。絶対に誰もしないだろうと思う難しい練習を考えて、身につけるんだと思いながら、日々、取り組んでいました。それが創造性にもつながったのかなと思います」と振り返った。壁に向かって思いっきりボールを蹴り、跳ね返ったボールをトラップして置きたい場所に置くという練習を繰り返していた[69]。
- プロサッカー選手を目指す人については「今の時代、何でも調べることができるけれど、サッカーが好きなら、上手くなるための練習を自分で考えて取り組むことが大切だと思います。どんなサッカー選手になりたいか、どんなプレーがしたいかを考えて、自分なりの練習をしてほしいです」と話した[69]。
- 柿谷の技術の高さについて、2012年にセレッソ大阪の監督を務めたセルジオ・ソアレスは「日本を見渡しても、柿谷ほどの技術を持っている選手はなかなかいない」[70] と評価している。また、ドリブルをする際の姿勢が良く、顔を上げているため、対面する相手の動きを把握して、瞬時にプレーを変更出来るのも強み[70]。ディフェンスラインの裏への飛び出し、マークを外す駆け引きといったボールを引き出す動きはさほど得意ではないため、佐藤寿人のゴールシーンを参考にして勉強している[70]。
- 同世代の大前元紀とはライバル関係的に報道されることがあった[71][72]。
- メディアだけでなく、森島寛晃、清武弘嗣、齋藤学といった共にプレーした日本代表選手たちからも「天才」と評されているが[73][74]、本人は「いろんな才能を持っている選手がいて、ボールを奪う才能や、ヘディングには絶対勝つ選手とか、（香川）真司くんやメッシみたいにゴールを取りまくれる選手とか。そういうのを全部できる人が、天才やと思う」と否定している[21]。
- 試合の際に手首付近に巻いているテーピングは、徳島時代に「気が引き締まる」という理由で始めたもの[75]。

### 役割の変化
2013年に攻撃的な選手として全国区になったが、2021年以降は守備力と引き出しの多さで監督に起用されるようになった。徳島ヴォルティスで、ベニャート・ラバイン監督は「『柿谷曜一朗はプレスをしない』とか『守備が得意ではない』という人がいるかもしれないが、自分の印象は真逆。先週の試合も一番いい守備をしてくれたし、今日の試合もチームのプレスのスイッチを入れるよ動きをしてくれていた。攻撃では［4-3-3］のシステムで、ボールを彼につけていく狙いがあった。ボールを持ったときに違いを生み出せる選手なので、そこ(左インサイドハーフ)で起用した。」と話した。

## 人物
- 4歳の頃に家族旅行で乗っていた車の横を、セレッソ大阪の選手が乗っているバスが横に並んだ。その時に、両親がそのバスにはすごい選手が乗っているんだよと話し、柿谷は興奮して車の窓を開けて、そのバスに向かって手を振った。それに気づいた1人の選手が手を振り返してくれた。これがきっかけでセレッソに入ろうと思った(手を振り替えしてくれたのはゴールキーパーのジルマールだったと後に知った[69])。
- 小学校の卒業文集には「16歳でプロになる」と記しており、有言実行した[69]。
- 元々ミスをすると建て直せない性格だったが、チームメイトの酒本憲幸に「お前みたいなうまいヤツでもミスすんねんな」「これは俺のほうが上手いな」と真剣な口調や嫌味ではなく、笑顔で言われたことでとても救われた[77]。
- 2014年6月に自身が監修したサッカー技術に関する書籍を出版した[78]。
- 2016年12月8日、タレントの丸高愛実との結婚を発表した[2]。
- 2017年以降セレッソは一人の選手の活躍に頼らないチームとなっており、柿谷はエースナンバー8を背負う選手として「俺が点を取ってチームを勝たせる」という理想とそれを必ずしも必要としないチームに、ギャップを感じ苦しんだ[77]。
- 2018年11月に長女が、2021年6月に次女が誕生している[79]。
- 2018年4月1日、B1大阪エヴェッサに1日限定で期限付き移籍、大阪エヴェッサのユニフォーム姿も披露した。これは、大阪を拠点とするプロスポーツ3チーム（大阪エヴェッサ、オリックス・バファローズ、セレッソ大阪）によるエイプリルフールにちなんだコラボ企画であった[80][81]。
- 自身が選ぶ最高のゴールは2016年に決めたヒールシュートでの得点[82]。
- 引退会見では様々な本音を明かした[83]。
  - 「僕はサッカーが大好きで楽しくて簡単で、これほど僕に合ったスポーツはないと思ってサッカーをずっと続けてきました。でも、いまはしんどくて、難しくて、僕が無我夢中でボールを追いかけていたような状態じゃない。これは年齢の話じゃない。」「よくも悪くも選手がサッカーをしているというよりは、90分間でやることが決まっているようなサッカーになっているんじゃないかなと。そのなかでどれだけ個を出せるか、という部分はわかっているけど、僕としては90分間、やはり放っておいてほしかった」「いまはミーティングでも、ようわからん戦術が山盛りで出てくる。ついていくのがしんどいし、試合のために練習を見直すとか、僕のイメージからすると、サカつくやん、みたいな感じなんです。ミーティングなんかどうでもいいから、ボールをまず止めて相手を抜く。それができてからの話や、という感覚で育ったから、サッカーがホンマに難しくなって」[84]。
  - セレッソに3度目の復帰を果たして最後のシーズンを終える、という構想ももちあがったが、「7、8割くらいはやるつもりだったし、若い選手たちと同じテンションでもやれるけど、それは失礼やなと思うようになって。もっと上を目指したいと思っている選手たちにも失礼だと思ったし、むしろ邪魔やなと。これはきっぱり（引退を）決めたほうがいい」[85]。
  - 選手の移籍に関しては「今後、僕のように移籍する選手が出てきてもセレッソで育った選手はセレッソが好きやから。ブーイングとか愛のない言葉は選手の心にけっこうな傷をつけるのでそこだけは、やめて欲しい」[86]。
  - マッシモ・フィッカデンティについては「セレッソで苦しかったときに一番最初に声を掛けてくれた恩人」[87]。
  - 2021年のルヴァン杯決勝でセレッソと対戦した際には、試合前にセレッソのサポーターから「正直、曜一朗はセレッソの曜一朗やから、どうなろうとお前のプレーが楽しみなだけやから」と声を掛けられ、「本当に気持ちが楽になってプレーできた。まず、その方にこの場を借りてお礼を言いたい」と涙を流した。また試合は柿谷がアシストを決め名古屋グランパスが優勝した[88]。
- 2025年に2018年頃に医師から鬱病と診断されていた事を明かした[89]。
- [90]。
- 引退を決めた理由の一つはアキレス腱の痛みであり、「階段の昇り降りもできないような(痛みがあった)。これは現役中にもよくあってそれを隠してやって、チームにすごい迷惑をかけた」と話している[91]。

## 所属クラブ
- 1994年 - 1999年 セレッソ大阪スクール[1]
- 2000年 - 2001年 セレッソ大阪U-12[1]
- 2002年 - 2004年 セレッソ大阪U-15[1]
- 2005年 セレッソ大阪U-18[1]
- 2006年 - 2014年7月 セレッソ大阪[1]
  - 2009年6月 - 2011年 徳島ヴォルティス（期限付き移籍）[1]
- 2014年 - 2015年 FCバーゼル[1]
- 2016年 - 2020年 セレッソ大阪[1]
- 2021年 - 2022年 名古屋グランパス
- 2023年 - 2024年 徳島ヴォルティス

## 個人成績
| 国内大会個人成績 | 国内大会個人成績 | 国内大会個人成績 | 国内大会個人成績 | 国内大会個人成績 | 国内大会個人成績 | 国内大会個人成績 | 国内大会個人成績 | 国内大会個人成績 | 国内大会個人成績 | 国内大会個人成績 | 国内大会個人成績 |
| 年度             | クラブ           | 背番号           | リーグ           | リーグ戦         | リーグ戦         | リーグ杯         | リーグ杯         | オープン杯       | オープン杯       | 期間通算         | 期間通算         |
| 年度             | クラブ           | 背番号           | リーグ           | 出場             | 得点             | 出場             | 得点             | 出場             | 得点             | 出場             | 得点             |
| 日本             | 日本             | 日本             | 日本             | リーグ戦         | リーグ戦         | リーグ杯         | リーグ杯         | 天皇杯           | 天皇杯           | 期間通算         | 期間通算         |
| ---------------- | ---------------- | ---------------- | ---------------- | ---------------- | ---------------- | ---------------- | ---------------- | ---------------- | ---------------- | ---------------- | ---------------- |
| 2006             | C大阪            | 30               | J1               | 1                | 0                | 0                | 0                | 0                | 0                | 1                | 0                |
| 2007             | C大阪            | 18               | J2               | 21               | 2                | -                | -                | 1                | 0                | 22               | 2                |
| 2008             | C大阪            | 11               | J2               | 24               | 0                | -                | -                | 0                | 0                | 24               | 0                |
| 2009             | C大阪            | 11               | J2               | 6                | 2                | -                | -                | -                | -                | 6                | 2                |
| 2009             | 徳島             | 13               | J2               | 27               | 4                | -                | -                | 1                | 0                | 28               | 4                |
| 2010             | 徳島             | 13               | J2               | 34               | 4                | -                | -                | 2                | 0                | 36               | 4                |
| 2011             | 徳島             | 13               | J2               | 36               | 6                | -                | -                | 1                | 0                | 37               | 6                |
| 2012             | C大阪            | 13               | J1               | 30               | 11               | 7                | 5                | 3                | 1                | 40               | 17               |
| 2013             | C大阪            | 8                | J1               | 34               | 21               | 8                | 3                | 0                | 0                | 42               | 24               |
| 2014             | C大阪            | 8                | J1               | 14               | 1                | -                | -                | 0                | 0                | 14               | 1                |
| スイス           | スイス           | スイス           | スイス           | リーグ戦         | リーグ戦         | スイス杯         | スイス杯         | オープン杯       | オープン杯       | 期間通算         | 期間通算         |
| 2014-15          | バーゼル         | 14               | スーパーリーグ   | 14               | 3                | 3                | 4                | -                | -                | 17               | 7                |
| 2015-16          | バーゼル         | 14               | スーパーリーグ   | 4                | 1                | 5                | 0                | -                | -                | 9                | 1                |
| 日本             | 日本             | 日本             | 日本             | リーグ戦         | リーグ戦         | リーグ杯         | リーグ杯         | 天皇杯           | 天皇杯           | 期間通算         | 期間通算         |
| 2016             | C大阪            | 8                | J2               | 20               | 5                | -                | -                | 0                | 0                | 20               | 5                |
| 2017             | C大阪            | 8                | J1               | 34               | 6                | 5                | 1                | 3                | 1                | 42               | 8                |
| 2018             | C大阪            | 8                | J1               | 21               | 4                | 2                | 0                | 2                | 0                | 25               | 4                |
| 2019             | C大阪            | 8                | J1               | 23               | 3                | 4                | 0                | 3                | 1                | 30               | 4                |
| 2020             | C大阪            | 8                | J1               | 24               | 1                | 4                | 1                | -                | -                | 28               | 2                |
| 2021             | 名古屋           | 8                | J1               | 36               | 5                | 5                | 2                | 4                | 0                | 45               | 7                |
| 2022             | 名古屋           | 8                | J1               | 21               | 0                | 6                | 1                | 2                | 0                | 28               | 1                |
| 2023             | 徳島             | 8                | J2               | 37               | 7                | -                | -                | 0                | 0                | 37               | 7                |
| 2024             | 徳島             | 8                | J2               | 29               | 0                | 1                | 0                | 1                | 0                | 31               | 0                |
| 通算             | 日本             | 日本             | J1               | 238              | 52               | 41               | 13               | 15               | 3                | 294              | 68               |
| 通算             | 日本             | 日本             | J2               | 234              | 30               | 1                | 0                | 6                | 0                | 241              | 30               |
| 通算             | スイス           | スイス           | スイスリーグ     | 18               | 4                | 8                | 4                | -                | -                | 26               | 8                |
| 総通算           | 総通算           | 総通算           | 総通算           | 490              | 86               | 50               | 17               | 21               | 3                | 561              | 106              |

その他公式戦
| 2019   | C大23  | 8      | J3     | 1 | 0 | 1 | 0 |
| 通算   | 日本   | 日本   | J3     | 1 | 0 | 1 | 0 |
| 総通算 | 総通算 | 総通算 | 総通算 | 1 | 0 | 1 | 0 |

- 2016年
  - J1昇格プレーオフ 2試合1得点
- 2018年
  - FUJI XEROX SUPER CUP 1試合0得点

| 国際大会個人成績 | 国際大会個人成績 | 国際大会個人成績 | 国際大会個人成績 | 国際大会個人成績 |
| 年度             | クラブ           | 背番号           | 出場             | 得点             |
| AFC              | AFC              | AFC              | ACL              | ACL              |
| ---------------- | ---------------- | ---------------- | ---------------- | ---------------- |
| 2014             | C大阪            | 8                | 8                | 4                |
| UEFA             | UEFA             | UEFA             | UEFA CL          | UEFA CL          |
| 2014-15          | バーゼル         | 14               | 3                | 0                |
| AFC              | AFC              | AFC              | ACL              | ACL              |
| 2018             | C大阪            | 8                | 3                | 1                |
| 2021             | 名古屋           | 8                | 7                | 2                |
| 通算             | AFC              | AFC              | 18               | 7                |
| 通算             | UEFA             | UEFA             | 3                | 0                |

- Jリーグ初出場：2006年11月26日 J1第33節 vs大宮アルディージャ (埼玉スタジアム2002)
- Jリーグ初得点：2007年4月28日 J2第12節 vsザスパ草津 (長居第2陸上競技場)
  - J2リーグ戦最年少得点記録 (当時) - 17歳3ヶ月25日
- スイス・スーパーリーグ初出場：2014年8月2日 1部第3節 vsFCトゥーン (アレナ・トゥーン)
- スイス・スーパーリーグ初得点：2014年8月9日 1部第4節 vsFCチューリッヒ (ザンクト・ヤコブ・パルク)
- 国際Aマッチ初出場・初得点：2013年7月21日 東アジアカップ2013 vs 中国代表 (ソウルワールドカップ競技場)

## 代表歴

### 出場大会
- U-12日本選抜
- U-13日本選抜
- U-14日本選抜
- U-15日本代表
  - 2005年 AFC U-17選手権2006 (予選)
- U-16日本代表
  - 2006年 AFC U-17選手権2006
- U-17日本代表
  - 2007年 2007 FIFA U-17ワールドカップ
- U-18日本代表
  - 2007年 AFC U-19選手権2008 (予選)
- U-19日本代表
  - 2008年 AFC U-19選手権2008
- 日本代表
  - 2013年 東アジアカップ2013
  - 2014年 2014 FIFAワールドカップ

### 試合数
- 国際Aマッチ 18試合 5得点（2013年 - 2014年）

| 日本代表 | 国際Aマッチ | 国際Aマッチ |
| 年       | 出場        | 得点        |
| -------- | ----------- | ----------- |
| 2013     | 9           | 4           |
| 2014     | 9           | 1           |
| 通算     | 18          | 5           |

### 出場
| No. | 開催日         | 開催都市     | スタジアム                         | 対戦国           | 結果 | 監督         | 大会                       |
| --- | -------------- | ------------ | ---------------------------------- | ---------------- | ---- | ------------ | -------------------------- |
| 1.  | 2013年7月21日  | ソウル       | ソウルワールドカップスタジアム     | 中国             | △3-3 | ザッケローニ | EAFF東アジアカップ2013     |
| 2.  | 2013年7月28日  | ソウル       | 蚕室総合運動場                     | 韓国             | ○2-1 | ザッケローニ | EAFF東アジアカップ2013     |
| 3.  | 2013年8月14日  | 宮城         | 宮城スタジアム                     | ウルグアイ       | ●2-4 | ザッケローニ | キリンチャレンジカップ2013 |
| 4.  | 2013年9月6日   | 大阪         | 大阪長居スタジアム                 | グアテマラ       | ○3-0 | ザッケローニ | キリンチャレンジカップ2013 |
| 5.  | 2013年9月10日  | 横浜         | 横浜国際総合競技場                 | ガーナ           | ○3-1 | ザッケローニ | キリンチャレンジカップ2013 |
| 6.  | 2013年10月11日 | ノビサド     | スタディオン・カラジョルジェ       | セルビア         | ●0-2 | ザッケローニ | 国際親善試合               |
| 7.  | 2013年10月15日 | ジョジナ     | トルペド・スタジアム               | ベラルーシ       | ●0-1 | ザッケローニ | 国際親善試合               |
| 8.  | 2013年11月16日 | ヘンク       | クリスタル・アレナ                 | オランダ         | △2-2 | ザッケローニ | 国際親善試合               |
| 9.  | 2013年11月19日 | ブリュッセル | ボードワン国王スタジアム           | ベルギー         | ○3-2 | ザッケローニ | 国際親善試合               |
| 10. | 2014年5月27日  | さいたま     | 埼玉スタジアム2002                 | キプロス         | ○1-0 | ザッケローニ | キリンチャレンジカップ2014 |
| 11. | 2014年6月2日   | タンパ       | レイモンド・ジェームス・スタジアム | コスタリカ       | ○3-1 | ザッケローニ | 国際親善試合               |
| 12. | 2014年6月6日   | タンパ       | レイモンド・ジェームス・スタジアム | ザンビア         | ○4-3 | ザッケローニ | 国際親善試合               |
| 13. | 2014年6月14日  | レシフェ     | アレナ・ペルナンブーコ             | コートジボワール | ●1-2 | ザッケローニ | 2014 FIFAワールドカップ    |
| 14. | 2014年6月24日  | クイアバ     | パンタナルアリーナ                 | コロンビア       | ●1-4 | ザッケローニ | 2014 FIFAワールドカップ    |
| 15. | 2014年9月5日   | 札幌         | 札幌ドーム                         | ウルグアイ       | ●0-2 | アギーレ     | キリンチャレンジカップ2014 |
| 16. | 2014年9月9日   | 横浜         | 横浜国際総合競技場                 | ベネズエラ       | ○3-0 | アギーレ     | キリンチャレンジカップ2014 |
| 17. | 2014年10月10日 | 新潟         | デンカビックスワンスタジアム       | ジャマイカ       | ○1-0 | アギーレ     | キリンチャレンジカップ2014 |
| 18. | 2014年10月14日 | カラン       | シンガポール・ナショナルスタジアム | ブラジル         | ●0-4 | アギーレ     | 国際親善試合               |

### ゴール
| #  | 開催年月日     | 開催地       | スタジアム                         | 対戦国     | 勝敗 | 試合概要               |
| -- | -------------- | ------------ | ---------------------------------- | ---------- | ---- | ---------------------- |
| 1. | 2013年7月21日  | ソウル       | ソウルワールドカップ競技場         | 中国       | △3-3 | EAFF東アジアカップ2013 |
| 2. | 2013年7月28日  | ソウル       | ソウルオリンピック主競技場         | 韓国       | ○2-1 | EAFF東アジアカップ2013 |
| 3. | 2013年7月28日  | ソウル       | ソウルオリンピック主競技場         | 韓国       | ○2-1 | EAFF東アジアカップ2013 |
| 4. | 2013年11月19日 | ブリュッセル | ボードゥアン国王競技場             | ベルギー   | ○3-2 | 国際親善試合           |
| 5. | 2014年6月2日   | タンパ       | レイモンド・ジェームス・スタジアム | コスタリカ | ○3-1 | 国際親善試合           |

## タイトル

### クラブ
FCバーゼル
- スーパーリーグ：1回（2014-15）

セレッソ大阪
- Jリーグカップ：1回（2017年）
- 天皇杯全日本サッカー選手権大会：1回（2017年）
- FUJI XEROX SUPER CUP：1回（2018年）

名古屋グランパス
- Jリーグカップ：1回（2021年）

### 代表
U-17日本代表
- AFC U-17選手権2006

日本代表
- 東アジアカップ2013

### 個人
- AFC U-17選手権2006 MVP
- AFC優秀ユース選手（2006年、2007年）
- Jリーグ優秀選手賞（2012年、2013年）
- Jリーグ月間MVP（2013年5月）
- 東アジアカップ得点王（2013年）
- Jリーグベストイレブン（2013年）
- Jリーグ最優秀ゴール賞（2013年、2021年）
- Jリーグフェアプレー個人賞：2回（2013年、2017年）

## 書籍

### 監修
- 『柿谷曜一朗のサッカースーパーテクニックバイブル』（カンゼン、2014年6月10日）ISBN 9784862552563